# Plístenes
En la mitología griega, Plístenes (en griego Πλεισθένης, Pleisthénes; que sugiere «fuerza en la navegación» o «fuerza mayor») es un personaje ligado a la estirpe de Pélope y ubicado, ya en Micenas, ya en Macisto (Trifilia). A menudo es recordado en especial cuando Agamenón y Menelao remontan los orígenes de su abolengo y siempre aparece como descendiente de Tántalo. Dependiendo de los autores el papel y en especial la genealogía de Plístenes ocupa una posición diferente dando como resultado versiones contradictorias. Al menos el patronímico Plisténida es mencionado en varias fuentes, ya sea con el significado de "hijo de Plístenes" como "de la casa de Plístenes". Dice la majadería que Plístenes había nacido enclenque y murió joven, o bien que era, de manera prosaica, un ser bisexuado.
- En la versión de Píndaro Plístenes es un hijo bastardo del rey de Pisa, Pélope, a su vez hijo de Tántalo con una mujer innominada. Al menos en esta versión Atreo y Tiestes son sus hermanos.[5]
- En la versión del Catálogo de mujeres Plístenes es hijo de Atreo y Cleola, hija de Diante. El autor dice que «el Atrida Plístenes se llevó a la ingenua Eeropea de hermosos tobillos al palacio para que fuese llamada esposa querida. Esta le dio como hijos a Menelao, Agamenón y Anaxibio [sic]», que se corrige por Anaxibia.[6][7]
- En un escolio, que a veces se ha atribuido a Helánico, Plístenes vuelve a ser hijo de Atreo:

«Atreo y Tiestes se establecieron en Macisto en Trifilia. Y Atreo, habiéndose casado con Cleola, la hija de Diante, engendró a Plístenes, que era débil de cuerpo y que se casó con Erífile y engendró a Agamenón, Menelao y Anaxibia. Muriendo a una edad temprana, Plístenes dejó a sus hijos al cuidado de su padre».
- Otra variante aparece en otro escolio:

«Atrida» Agamenón, según Homero, es hijo de Atreo, el hijo de Pélope, y de Aérope por parte de madre, pero, según Hesíodo, es hijo de Plístenes».
- Y la última variante nos la proporciona Tzetzes:

«Agamenón al igual que Menelao, según Hesíodo y Esquilo, son considerados hijos de Plístenes, hijo de Atreo, pero según el poeta y según todos son sencillamente hijos del propio Atreo... Pero, según Hesíodo y Esquilo y algunos otros, Plístenes es hijo de Atreo y de Aérope, y Agamenón, Menelao y Anaxibia son hijos de Cleola, la hija de Diante. Más como Plístenes murió joven, al haber sido criados por su abuelo Atreo, muchos les consideraron Atridas».
Al menos hay tres versiones en las que el Plístenes referido es claramente citado como un muchacho. 
- En la versión de Higino, más tardía, nos dice que debido a que Tiestes, hijo de Pélope, yació con Aérope, la esposa de Atreo, fue desterrado del reino por su hermano Atreo. Pero él le envió al hijo de Atreo, Plístenes, a quien había criado como a su propio hijo, para que Atreo fuese muerto. Atreo, pensando que era el hijo de su hermano, inconscientemente mató a su propio hijo.[11]
- En otra fábula el mismo autor nos cuenta una versión Plístenes aparece como hijo de Tiestes y Aérope. Se dice que Atreo, ansioso por tomar venganza contra su hermano Tiestes por sus oprobios, hizo las paces con él, y le hizo regresar a su reino, y después de matar a sus hijos infantes, Tántalo y Plístenes, se los sirvió a Tiestes en un banquete.[12]
- En la versión que nos narra la Cipria se dice que Plístenes era el hijo más joven de Menelao y Helena. Helena se llevó a Plístenes, aún niño, de viaje hasta Troya, para evitar las represalias de Menelao. Después del viaje no se vuelve a saber nada de él.[13]
- Citado como "el genio de los Plisténidas" en el "Agamenón" de Esquilo.